# Pedrosa (Pinell de Solsonès)
Pedrosa o La Pedrosa és una masia situada al municipi de Pinell de Solsonès, a la comarca catalana del Solsonès. Es tenen referències de la construcció des de l'any 936.
Està situada a 691 m d'altitud, prop del límit entre Solsonès i Segarra. A l'oest li queda la rasa del Puit i al sud la rasa del Torrent, gairebé al punt on conflueixen les dues i passen a convertir-se en la riera de Sallent. S'hi accedeix a través d'una pista de terra en molt ma estat, que parteix de la Codina en direcció sud.

## Descripció històrica
És una masia del segle x, concretament amb referències a la mateixa des de l'any 936. De construcció medieval en queda part de basament i alguna espitllera. La construcció tal com la veiem avui en dia correspon al segle xvi i posteriorment reformada al segle xix.
Toponímicament el nom de pedrosa respon a la seva situació en el relleu. Es troba al damunt d'una roca que situa la casa en un punt enlairat i al mateix temps li fa de base i fonament.

## Descripció arquitectònica
És una casa de planta quadrangular i que consta de planta baixa més un pis superior i unes golfes, actualment ambdós enrunats. En quan a materials de construcció està feta amb pedra i s'observen algunes parts de tapia a l'interior. Hi ha un parell d'obertures reformades amb totxo vell. La seva superfície total és d'uns 372 m². La teulada devia tenir dues vessants i estava coberta amb teula vella. Actualment esta totalment esfondrada a l'interior de la casa. L'entrada principal es troba a la façana oest i es tracta d'una porta amb arc de mig punt rebaucat emmarcat per grans carreus dels quals destaquen els dos dels extrems de l'arc per tenir forma triangular amb la punta arrodonida. Al carreu central de l'arc hi ha inscrita la data de 1878.